# Seznam mostov v Ljubljani
Seznam mostov v Ljubljani.

## B
- Barjanski most (Most čez Gradaščico)
- Brv ob sotočju
- Brv pred Materinskim mostom
- Brv pri Brodarjevem trgu
- Brv pri Preglovem trgu

## C
- Codellijev most (novi)
- Codellijev most (stari)

## Č
- Čevljarski most, Ljubljana tudi Šuštarski most, arhitekt Jože Plečnik
- Črnuški most, Ljubljana (cestni, železniški)

## D
- Dolgi most čez Mali graben (stari, novi-avtocestni, železniški)

## F
- Fabianijev most (odprt dvonivojski most, 2012)
- Frančev most, Ljubljana ali Nadvojvode Franca most, postavljen 1842
- Fužinski most, arhitekt Peter Gabrijelčič

## G
- Gruberjeva brv

## H
- Hradeckega most, Ljubljana
- Hladnikova brv na Špici

## I
- Iški most čez Iščico na Ižanski cesti

## J
- Jekarski most, Ljubljana
- Jubilejni most, Ljubljana je staro ime za Zmajski most.

## K
- Kajuhov most
- Kavškov most (most čez Glinščico v Podutiku)
- Karlovški most (novi)
- Karlovški most (stari)

## M
- Mesarski most, Ljubljana, Atelier arhitekti (Jurij Kobe et alii)
- Materinski most
- Mekinčeva brv
- Most čez Gradaščico (Barjanski most)
- Most čez Gradaščico na Viču
- Most čez Ljubljanico na avtocesti A1 (na »vzhodni ljubljanski obvoznici«)
- Most na Livadi čez Ljubljanico
- Mostova čez Ljubljanico na avtocesti A1/A2
- Most za Dolenjsko železniško progo
- Moščanska brv
- Moščanski most
- Mrtvaški most

## P
- Petelinja brv, Ljubljana
- Prulski most, Ljubljana

## R
- Ribja brv

## S
- Spodnji most, Ljubljana je staro ime za srednji most Tromostovja.
- Stari most, Ljubljana je staro ime za srednji most Tromostovja.

## Š
- Šempetrski most
- Šentjakobski most, Ljubljana
- Špitalski most, Ljubljana, stari most Tromostovja
- Štepanjski most

## T
- Tacenski most, Ljubljana
- Trnovski most, Ljubljana, arhitekt Jože Plečnik
- Tromostovje, arhitekt Jože Plečnik (brvi in balustrade)

## Z
- Zgornji most, Ljubljana (ne obstaja več)
- Zmajski most, Ljubljana, Jurij Zaninovič

## Ž
- Železniška mostova čez Celovško in Slovensko oz. Dunajsko cesto
- Žitni most, Ljubljana, arhitekt Boris Podrecca